# Bateria AAA

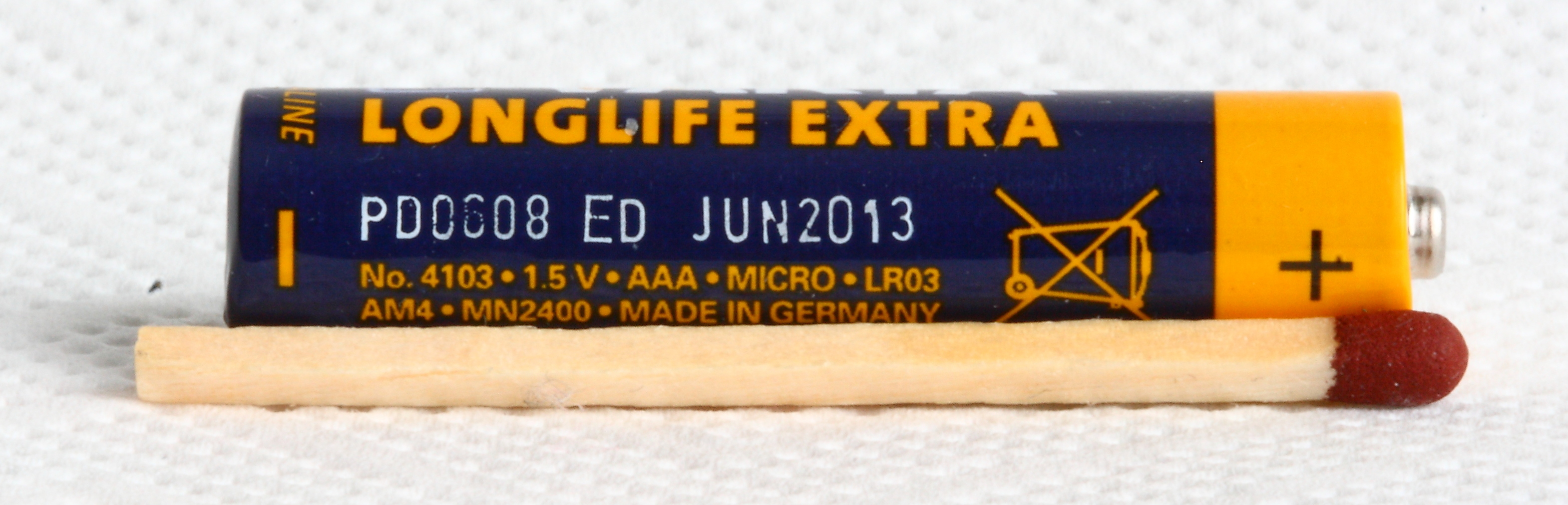
Bateria alkaliczna typu AAA

Bateria AAA – określenie komercyjnego ogniwa galwanicznego w kształcie walca o długości ok. 44,5 mm, średnicy ok. 10,5 mm i masie ok. 11,5 g. Baterie alkaliczne charakteryzują się napięciem wyjściowym 1,5 V i pojemnością rzędu 900–1155 mAh (3240–4158 kulombów). Nowoczesne akumulatory niklowo-metalowo-wodorkowe wykonane w rozmiarze AAA mogą cechować się pojemnością do 1000 mAh i napięciem wyjściowym 1,2 V. W Polsce popularnie nazywana małym lub cienkim paluszkiem.
Baterii AAA nie należy mylić z akumulatorami AAA - czyli ogniwami wielokrotnego ładowania/rozładowania o tych samych wymiarach
Baterie AAA są również klasyfikowane jako LR03 (IEC), 24A (ANSI/NEDA), R03, MN2400, AM4, UM4, HP16 oraz micro.
Są powszechnie stosowane w małych urządzeniach elektronicznych takich jak piloty do telewizorów, odtwarzacze MP3 czy kamery cyfrowe. Urządzenia wymagające identycznego napięcia, ale mające większy pobór mocy, są często projektowane pod kątem użycia większych baterii, np. baterii AA, które odznaczają się niemal trzykrotnie większą pojemnością niż baterie AAA.
Wraz ze wzrostem wydajności nowoczesnych układów elektrycznych, wiele urządzeń uprzednio wykorzystujących baterie typu AA, np. piloty zdalnego sterowania, myszy komputerowe czy klawiatury, jest zastępowanych przez sprzęty wymagające mniejszej pojemności ogniw AAA.